# 김만복 (1925년)
김만복(金萬福, 1925년 6월 25일, 대구 ~ 2006년 3월 12일, 서울)은 대한민국의 지휘자이다.

## 경력
- 서울대학교 음대 작곡과 졸업
- 미국 캘리포니아 음대, 대학원에서 지휘 전공
- 1961년 버클리 음악 대학 석사
- 1959년 ~ 1960년, 오클랜드 교향악단 부지휘자, 미국 버크샤이어 페스티발 오케스트라 지휘[1]
- 1961년 ~ 1969년, 서울시립교향악단 2대 상임지휘자[2]
- 1971년 이탈리아국립방송교향악단 객원지휘자로 활동
- 미국 버크셔 페스티발, 이탈리아 시에나 국제 음악제에서 지휘
- 세종대, 숙명여자대학 교수
- 1983년 ~ 1991년, KBS교향악단 총감독

## 수상
- 독일 국가문화훈장
- 대한민국 국민훈장 동백장